# Sultana N. Nahar
Sultana Nurun Nahar es una física bangladesí-estadounidense. Es investigadora científica en el Departamento de Astronomía de la Universidad Estatal de Ohio.
Su investigación se centra en los procesos atómicos de fotoionización, recombinación de iones electrónicos, fotoexcitación, colisión. Sus contribuciones incluyen el desarrollo del método unificado para la recombinación total de iones de electrones, la espectroscopia teórica para el método de la matriz R de Breit-Pauli, el método de tratamiento de cáncer con termosáticos de nanoplasma resonante (RNPT).

## Educación y carrera
Nahar obtuvo su Grado en Física Teórica en la Universidad de Daca, y obtuvo un máster en Óptica Cuántica y un Doctorado en Teoría atómica en la Universidad Estatal de Wayne en Detroit, Míchigan . 
Es autora del libro de texto Astrofísica atómica y espectroscopia (Cambridge UP, 2011), junto con Anil K. Pradhan.

## Intereses de investigación
Nahar ha publicado extensamente sobre los procesos de colisión atómica radiativa en astrofísica y de plasmas de laboratorio, incluyendo fotoionización, la recombinación de electrones-ion, foto-excitaciones y des-excitaciones, y dispersión de electrones-iones. También ha trabajado en líneas satelitales dielectrónicas, espectroscopia teórica y nanoespectroscopia computacional para aplicaciones biomédicas. Es miembro de las colaboraciones internacionales, "Opacity Project" y "Iron Project" para estudiar los procesos atómicos de radiación y colisión y calcular parámetros atómicos precisos para los átomos e iones astrofísicamente abundantes. 

## Premios
Nahar ganó el premio John Wheatley por: "los esfuerzos para promover la investigación y la enseñanza de la física a través de la colaboración, la tutoría y la filantropía en varios países del tercer mundo, y en particular por su promoción, como defensora y modelo a seguir, de mujeres científicas musulmanas." 